# Монстр Пеладона
Монстр Пеладона (англ. The Monster of Peladon) — четвертая серия одиннадцатого сезона британского научно-фантастического телесериала «Доктор Кто», состоящая из шести эпизодов, которые были показаны в период с 23 марта по 27 апреля 1974 года.

## Сюжет
На планете Пеладон происходят столкновения между правительством и шахтерами из трисиликатных шахт под предводительством Гебека и нетерпеливым Эттисом, ратующим за улучшение условий. Планетой управляет королева Талира, дочь последнего короля Пеладона, симпатизирующая им, но знающая, что от поставок минерала зависит исход войны Галактической Федерации с воинственной Пятой Галактикой. Шахтеров беспокоит видение Аггедора, королевского зверя, который начал появляться в шахтах и убивать шахтеров, включая инопланетного инженера Вега Нексос. Канцлер Ортрон пытается убедить королеву, что это знак неприятия инопланетного присутствия на планете, но та остается непреклонной.
В Цитадель на ТАРДИС прибывают Доктор и Сара. Он вспоминает свой визит на Пеладон пятьдесят лет назад, когда планета присоединилась к Федерации, и рад видеть лицо делегата Альфа Центавры, ныне посла Федерации. Королева знает, что Доктор знал её отца, и просит его помощи в поиске причин появления Аггедора. Он предполагает, что кто-то намеренно саботирует производство трисиликата, и уже добился забастовок шахтеров. Эттис вскоре атакует оружейную Федерации, и бунтовщики получают оружие. Инженер Экерсли, видя это, просит посла вызывать подкрепление от Федерации для восстановления поставок.
Шахтерам и власти Пеладона не нравится оккупация Федерацией, особенно когда прибывшие ледяные воины демонстрируют свою жестокость, убивая пеладонцев. Единственное, что заботит их лидера, командующего Азаксира — поставки трисиликата. Ортрон и Гебек объединяют силы, чтобы освободить планету от марсиан. Эттис сходит с ума и погибает при попытке взорвать Цитадель. Ледяные воины объявляют военное положение, заключают под стражу королеву и её придворных и убивают пытающегося сбежать Ортрона.
Раскрывается правда: Азаксир и Экерсли — агенты Пятой Галактики, разжигающие кризис, а оккупация значит контроль поставок трисиликата. Появления Аггедора это просто изображения для поддержания паники. Гебек ведет пеладонцев на ледяных воинов, и Азаксир вместе с пришельцами погибают. Экерсли пытается убить королеву, но его убивает настоящий Аггедор, который также погибает. Вскоре до Пеладона доходит весть: из-за провала аферы Пятая Галактика капитулирует. Талира собирается назначить Гебека новым канцлером, и Доктор с Сарой, как обычно, тихо улетают.

## Трансляции и отзывы
| Эпизод            | Дата показа    | Продолжительность | Телезрители (в миллионах) | Archive                 |
| ----------------- | -------------- | ----------------- | ------------------------- | ----------------------- |
| «Часть 1»         | 23 марта 1974  | 24:59             | 9,2                       | PAL 2" colour videotape |
| «Часть 2»         | 30 марта 1974  | 23:26             | 6,8                       | PAL 2" colour videotape |
| «Часть 3»         | 6 апреля 1974  | 24:47             | 7,4                       | PAL 2" colour videotape |
| «Часть 4»         | 13 апреля 1974 | 24:50             | 7,2                       | PAL 2" colour videotape |
| «Часть 5»         | 20 апреля 1974 | 23:56             | 7,5                       | PAL 2" colour videotape |
| «Часть 6»         | 27 апреля 1974 | 23:48             | 8,1                       | PAL 2" colour videotape |
| [ 1 ] [ 2 ] [ 3 ] |                |                   |                           |                         |